# Davide Boifava
Davide Boifava (né le 14 novembre 1946 à Nuvolento, dans la province de Brescia, en Lombardie) est un coureur cycliste et dirigeant d'équipes cyclistes italien.

## Biographie
Professionnel de 1969 à 1978, Davide Boifava a notamment remporté deux étapes du Tour d'Italie. Après sa carrière de cycliste, il est devenu dirigeant d'équipes telles que Carrera, ASICS, pour finir avec LPR en 2007.

## Palmarès

### Palmarès amateur
- 1966
  - Trofeo Alcide Degasperi
- 1968
  - Gran Premio Ignis
  - Coppa Bruno Nazzi
  - 2ea étape du Tour de l'Avenir

### Palmarès professionnel
- 1969
  -  Champion d'Italie de poursuite
  - 2e étape du Tour d'Italie
  - Classement général du Tour de Luxembourg
  - 2e du GP Montelupo
  - 3e du Grand Prix des Nations
  - 3e du Trophée Baracchi (avec Eddy Merckx)
- 1970
  - Tour de Romagne
  - 2e du Tour de Romandie
  - 3e du Tour de l'Oise
  - 3e de Milan-Turin
- 1971
  - 12e étape du Tour d'Italie (contre-la-montre)
  - 2e du Grand Prix de Forli
- 1972
  - GP Montelupo
  - Trophée Matteotti
  - 2e du Trophée Baracchi (avec Felice Gimondi)
  - 3e de la Coppa Placci
- 1973
  -  Champion d'Italie de poursuite
  - 2e du Tour de la province de Reggio de Calabre
  - 2e du Trophée Baracchi (avec Gösta Pettersson)
- 1974
  - 3e du Tour du Frioul
- 1976
  - 3e du Trophée Baracchi (avec Jørgen Marcussen)

## Résultats sur les grands tours

### Tour de France
2 participations
- 1970 : abandon (12e étape)
- 1971 : abandon (16e étape)

### Tour d'Italie
7 participations
- 1969 : 15e, vainqueur de la 2e étape,  maillot rose pendant un jour
- 1971 : 26e, vainqueur de la 12e étape (contre-la-montre)
- 1972 : abandon
- 1973 : 58e
- 1975 : 11e
- 1976 : 47e
- 1978 : 74e